# Hypocrea americana
Hypocrea americana är en svampart som först beskrevs av Canham, och fick sitt nu gällande namn av Overton 2006. Hypocrea americana ingår i släktet svampdynor och familjen Hypocreaceae.   Inga underarter finns listade i Catalogue of Life.